# (7650) Kaname
(7650) Kaname est un astéroïde de la ceinture principale.

## Description
(7650) Kaname est un astéroïde de la ceinture principale. Il fut découvert le 16 octobre 1990 à Geisei par Tsutomu Seki. Il présente une orbite caractérisée par un demi-grand axe de 2,94 UA, une excentricité de 0,03 et une inclinaison de 11,6° par rapport à l'écliptique.

## Compléments